# Helle Malmvig
Helle Malmvig (født 20. september 1972 i Gentofte) er en dansk seniorforsker ved Dansk Institut for Internationale Studier (DIIS), som er en uafhængig, statslig forskningsinstitution, der udfører og formidler forskning og analysearbejde inden for globalisering, sikkerhed, udvikling og udenrigspolitik.
Ved DIIS forsker hun i International politik og sikkerhed i Mellemøsten, herunder Mellemøstens regionale sikkerhedsorden og sikkerhedsliggørelser, sekterisk identitetspolitik, magt og kreative modstandsstrategier i den arabiske verden, regionale konflikter og konfliktløsning særligt Syrien, Irak, Libanon, Hizbullah, Israel-Palæstina.
Helle Malmvig har en ph.d.-grad i international politik fra Københavns Universitet og har været gæsteforsker ved Brown University i USA. Malmvig har været forfatter på et stort antal policy briefs, artikler og bøger om international politik og sikkerhed i Mellemøsten. Hun har blandt andet forfattet State sovereignty and intervention: A Discourse Analysis of Interventionary and Non-Interventionary Practices in Kosovo and Algeria, publiceret af Routledge i serien The New International Relations (2006) og In the Midst of Change: The US and the Middle East from the War in Iraq to the War in Gaza (2009). Sidstnævnte publikation er udgivet af Forsvarsakademiet.
Helle Malmvig medvirker ofte i danske medier som Deadline, Verden ifølge Gram, Ræson, POV, Berlingske, Weekendavisen, Dagbladet Information og andre tidsskrifter foruden i internationale medier som kommentator af den aktuelle situation i Mellemøsten.[kilde mangler]